# امیرآباد (تهران)
اَمیرآباد یکی از محله‌های مرکزی شهر تهران است.
امیرآباد در منطقه ۶ شهرداری تهران واقع شده و نام خیابان اصلی آن خیابان کارگرشمالی (خیابان امیرآباد) است. خیابان کارگر یکی از خیابان‌های اصلی و بزرگ تهران است که از بزرگراه همت و شهرک ولفجر و محدوده انرژی اتمی شروع می‌شود تا میدان و ایستگاه راه‌آهن تهران امتداد دارد. بعد از انقلاب ۱۳۵۷ نام خیابان امیرآباد به خیابان کارگر شمالی تغییر پیدا کرد.

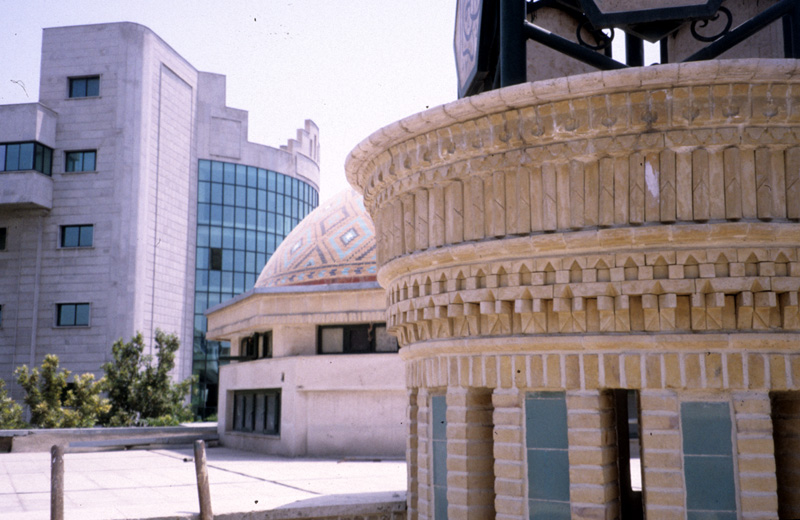
بیمارستان شریعتی در امیرآباد

امیرآباد از سوی شرق به بزرگراه کردستان و محله یوسف‌آباد، از سوی غرب به بزرگراه چمران و محله گیشا، از شمال به بزرگراه شهید همت و محله ده ونک و از سوی جنوب به بلوار کشاورز یا آب کرج سابق محدود می‌شود.
بخش‌های متعددی از دانشگاه تهران در این محدوده واقع شده‌اند؛ از آن جمله می‌توان به دانشکده کارآفرینی دانشگاه تهران، دانشکده علوم اجتماعی، دانشکده اقتصاد، دانشکده مدیریت، پردیس شماره ۲ دانشکده‌های فنی، دانشکده فیزیک و دانشکده ادبیات و زبان‌های خارجی اشاره کرد. ورزشگاه دانشکده تربیت بدنی دانشگاه تهران و مؤسسه چاپ و انتشارات دانشگاه تهران از اماکن مهم آن هستند.
علاوه بر بخش‌هایی از دانشگاه تهران، پردیس دانشگاه تربیت مدرس نیز در این محله واقع شده است.
همچنین سازمان انرژی اتمی ایران و راکتور تحقیقاتی تهران در شمال این محله قرار دارد.
بیمارستان قلب تهران، بیمارستان دکتر شریعتی تهران و کلینیک تخصصی دندان پزشکی ۶۰۰ ارتش نیز در امیرآباد است.
مجموعه برج‌های سه‌گانه مسکونی آ.اس. پ و مراکز تفریحی و خرید مجاور آن و همچنین برج بین‌المللی تهران به ارتفاع ۱۶۲ متر، در ۵۶ طبقه که بلندترین برج مسکونی ایران می‌باشد؛ در شمال این محله واقع شده‌اند.
از مراکز دیدنی، تفریحی و رفاهی این محله نیز می‌توان به پارک لاله، مرکز خرید لاله، بازارچه لاله، موزه هنرهای معاصر و موزه فرش اشاره کرد. همچنین هتل بین‌المللی لاله (اینترکنتیننتال سابق) در مجاورت پارک لاله و هتل بین‌المللی اسپیناس خلیج فارس در بلوار کشاورز و در این محلهِ تهران واقع شده‌اند.
از مراکز ورزشی امیرآباد علاوه بر ورزشگاه دانشکده تربیت بدنی دانشگاه تهران، می‌توان مجموعه ورزشی خورشید ایرانیان در بلوار آزادگان (شیخ بهایی جنوبی) و مجموعه ورزشی صدف در انتهای خیابان کارگر شمالی در اول ورودی شهرک ولفجر را نام برد.

## تاریخچه
اینکه اسم دهکده سابق، امیرآباد بوده گویا منتسب به امیرکبیر و از دهات او بوده است. میرزا تقی خان امیر کبیر علاوه بر سایر اقدامات عمرانی در کشور، امیرآباد را نیز در فاصله پنج کیلومتری شمال غربی شهر تهران بنا نهاد. اعتماد السلطنه دربارهٔ امیرآباد نوشته است:

«امیر در این قریه علاوه بر احیای اراضی و ایجاد قنات‌های متعدد، باغ و امارتی معتبر نیز احداث کرد و به واسطه آب و هوای مطبوع تر آن نسبت به تهران اغلب برای استراحت به آنجا می‌رفت».

ناصرالدین شاه به سبب نزدیکی امیرآباد به شهر برای تفریح به آنجا می‌رفته است. وی در یکی از این سفرها دستور احداث قورخانه را در کنار قریه امیرآباد داد. ظاهراً قورخانه همان قزل قلعه بوده که وسایل لشکری در آن نگهداری می‌شده است. بعدها قزل قلعه در اختیار ساواک قرار گرفت و به زندان سیاسی تبدیل شد. این زندان پس از انقلاب اسلامی تخریب و در قسمتی از فضای آن میدان میوه و تره بار و بعدها فروشگاه شهروند قزل قلعه ایجاد شد.
امیرآباد در آغاز از از اراضی خالصه (املاک دولتی) بود اما در اواخر دوره قاجار ارباب جمشید آن را از دولت خرید. پس از ورشکستگی ارباب جمشید دوباره به مالکیت دولت درآمد و بتدریج اهالی آن، بخش‌هایی از آن را از دولت خریدند. قسمت اعظم دیگری از زمین‌های امیرآباد تا قبل از سال ۱۳۲۰، محل کشت گندم و جو بود.
از سال ۱۳۲۰ تا ۱۳۲۴ امیرآباد در اختیار نیروهای نظامی آمریکایی قرار گرفت که بر حسب نیاز ساختمان‌هایی در آن احداث کردند، از جمله خوابگاه سربازان، تعمیرگاه موتوری، ساختمان بهداری، ساختمان تصفیه خانه آب، کارخانه برق و کارخانه یخ سازی.
در سال ۱۳۲۳ خورشیدی یک سوم روستا متعلق به اهالی و دو سوم متعلق به دولت بود. در این سال با تصویب مجلس شورای ملی ۲۸۳۰۰ متر مربع از اراضی امیرآباد به رایگان به سفارت آمریکا داده شد تا گورستان امریکایی‌هایی شود که در ایران در می‌گذشتند.
از دیگر بناهای مهم امیرآباد که در سال ۱۳۲۸ ساخته شد، خوابگاه دانشگاه تهران (کوی دانشگاه) است. به گفته باستانی پاریزی بیشتر ساختمان‌ها به شکل «یو» (U) بوده و سه‌ضلع یو را اتاق ساخته بودند. همچنین، دهکده امیرآباد تنها نقطه‌ای بود که ابتدا در تهران آب تصفیه‌شده داشت.